# Schlavenkensee
Schlavenkensee este o arie protejată (arie specială de conservare — SAC, sit de importanță comunitară — SCI) din Germania întinsă pe o suprafață de 796 ha, integral pe uscat.

## Localizare
Centrul sitului Schlavenkensee este situat la coordonatele 53°25′18″N 13°23′06″E / 53.4217°N 13.385°E.

## Înființare
Situl Schlavenkensee a fost declarat sit de importanță comunitară în decembrie 1999 pentru a proteja 3 specii de animale. Situl a fost protejat și ca arie specială de conservare în august 2016.

## Biodiversitate
Situată în ecoregiunea continentală, aria protejată conține 5 habitate naturale: Lacuri eutrofice naturale cu vegetație de tip Magnopotamion sau Hydrocharition, Lacuri și iazuri distrofice naturale, Mlaștini turboase de tranziție și turbării mișcătoare, Păduri de fag Luzulo-Fagetum, Păduri de fag Asperulo-Fagetum.
La baza desemnării sitului se află mai multe specii protejate:
- amfibieni (1): buhai de baltă cu burta roșie (Bombina bombina)
- mamifere (1): vidră de râu (Lutra lutra)
- nevertebrate (1): Osmoderma eremita